# Campo di cielo
Il campo di cielo (chiamato anche celeste, cielo, blu celeste nell'araldica francese è chiamato céleste, in quella inglese bleu celeste, light blue e ciel) è un termine utilizzato in araldica per indicare un campo che, invece che con uno degli smalti araldici, è dipinto al naturale come in un paesaggio diurno (di fatto è rarissimo trovare un campo di cielo notturno). 
La denominazione "campo di cielo" è esclusiva all'araldica italiana, soprattutto in quella civica (dato che di solito i comuni italiani mostrano paesaggi sugli stemmi). 
Solitamente i grafici araldici indicano il campo di cielo con delle nuvole, come una singola sfumatura di blu celeste o più sfumature di esso.  
Il campo di cielo non ha una rappresentazione monocromatica. 

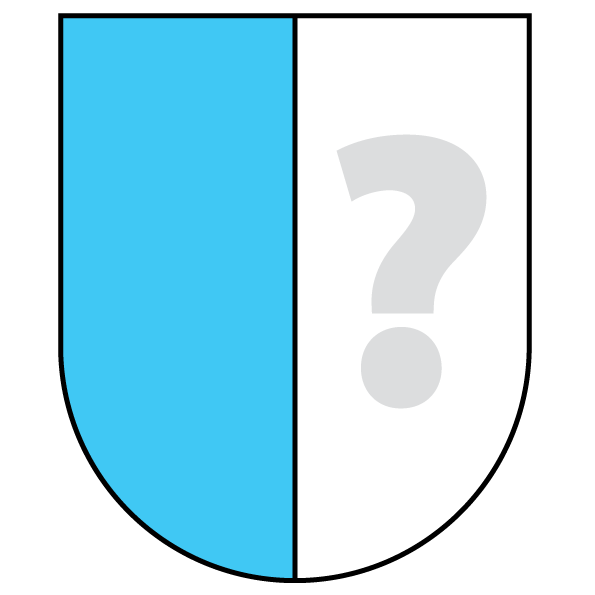
Bleu celeste
Arcade
Torre del Greco
Stemma di Sestri Ponente, in cui è raffigurato un campo di cielo al tramonto.[4]

## Nel blasone inglese
Il campo di cielo può essere assimilato al colore Bleu celeste utilizzato nell'araldica inglese per indicare proprio il colore del cielo; con tale nome è noto anche nello spettro dei colori impiegati dalla Royal Air Force nella verniciatura dei propri velivoli.